# Witali Jurjewitsch Steschko
Witali Jurjewitsch Steschko (russisch Виталий Юрьевич Стежко; * 29. Januar 1997 in Businowskaja) ist ein russischer Fußballspieler.

## Karriere

### Verein
Steschko begann seine Karriere beim FK Krasnodar. Im März 2015 spielte er erstmals für die Reserve Krasnodars in der drittklassigen Perwenstwo PFL. Bis zum Ende der Saison 2014/15 kam er zu sieben Drittligaeinsätzen. In der Saison 2015/16 kam er zu 18 Einsätzen, in der Saison 2016/17 spielte er 19 Mal. Im September 2017 stand er im Cup erstmals im Profikader Krasnodars, kam aber noch nicht zum Einsatz. In der PFL spielte er in der Saison 2017/18 26 Mal. Mit Krasnodar-2 stieg er zu Saisonende in die Perwenstwo FNL auf.
Zur Saison 2018/19 wurde Steschko nach Armenien an den Erstligisten FC Pjunik Jerewan verliehen. Für Pjunik kam er während der Leihe zu 20 Einsätzen in der Bardsragujn chumb. Zur Saison 2019/20 kehrte der Verteidiger wieder nach Krasnodar zurück. Dort kam er bis zum COVID-bedingten Saisonabbruch zu zehn Zweitligaeinsätzen für Krasnodar-2. In der Saison 2020/21 spielte er 25 Mal in der FNL, zudem kam er einmal für Krasnodar-3 in der PFL zum Einsatz. Im Mai 2022 debütierte der Innenverteidiger schließlich für die erste Mannschaft Krasnodars gegen ZSKA Moskau in der Premjer-Liga. Bis zum Ende der Saison 2021/22 spielte er zweimal im Oberhaus, zudem kam er sechsmal in der FNL zum Einsatz.
Im August 2022 wechselte Steschko zum Zweitligisten FK Jenissei Krasnojarsk.

### Nationalmannschaft
Steschko spielte zwischen 2015 und 2016 neunmal für russische Jugendnationalauswahlen.